# Honkisaari (ö i Egentliga Tavastland, Forssa, lat 60,78, long 23,83)
Honkisaari är en ö i Finland. Den ligger i sjön Pyhäjärvi och i kommunen Tammela i den ekonomiska regionen  Forssa ekonomiska region  och landskapet Egentliga Tavastland, i den södra delen av landet, 90 km nordväst om huvudstaden Helsingfors. Öns area är 1,5 hektar och dess största längd är 260 meter i nord-sydlig riktning.